# 2010년대 아이티 콜레라 유행
아이티 콜레라 확산은 2010년 10월 중순부터 아이티를 강타한 콜레라로 인한 사망자가 2013년 1월 9일 현재 7,900명에 달하는 국가적 재난이다.